# Kersak
Isaak Dukas Kersak (serbisch-kyrillisch Исак Дука Керсак), eigentlich wohl Isaak Nikephoros Dukas (mittelgriechisch Ἰσαάκιος Νικηφόρος Δούκας; serbisch-kyrillisch Нићифор Исак Дука; † nach 1345), war ein serbischer Aristokrat und Heerführer, der spätestens seit 1343 den hohen byzantinischen Titel Sebastokrator trug.

## Leben
Über Kersaks Biografie geben die zeitgenössischen Chronisten keine Auskunft. In einer auf 1345 datierten Schenkungsbulle des serbischen Königs Stefan Uroš IV. Dušan an das Peribleptos-Kloster in Ohrid wird er als Sebastokrator erwähnt, wobei ihn der spätere Zar als „liebenswürdigen Herren des Königreiches“ bezeichnet. Sein Name ist eine Verballhornung des serbischen Schreibers aus „Kir Isak“ („Herr Isaak“). Mit großer Wahrscheinlichkeit ist Kersak mit dem für 1343 epigrafisch belegten Sebastokrator Isaak Nikephoros identisch, der 1342/43 Berat in Albanien für die Serben eroberte. Als Kommandeur von Dušans Kavallerie wird Kir Isak Duka Kersak auf einer Christusikone in der Sophienkirche von Ohrid genannt.
Da Stefan Dušan die imperialen Titel Despot, Sebastokrator und Kaisar in Anerkennung der byzantinischen staatsrechtlichen Traditionen erst nach seiner Kaiserkrönung am 16. April 1346 verleihen durfte, muss Kersak seinen Titel noch vom byzantinischen Kaiser bekommen haben. Am ehesten kommt Johannes VI. Kantakuzenos in Betracht, der sich 1341 gegen Johannes V. zum Basileus hatte ausrufen lassen. Als Kantakuzenos sich im Juli 1342 in Priština mit Dušan traf, könnte Kersak, dessen eigentlicher Name auf eine griechische Herkunft hinweist, bei dieser Gelegenheit in den Dienst der Serben getreten sein.